# Luca Mazzanti
Luca Mazzanti (født 4. februar 1974) er en italiensk tidligere professionel cykelrytter.